# Henioloba
Henioloba is een geslacht van vlinders van de familie bladrollers (Tortricidae), uit de onderfamilie Olethreutinae.

## Soorten
- H. bifacis Diakonoff, 1973
- H. spelaeodes (Meyrick, 1931)